# Leschenaultia leucophrys
Leschenaultia leucophrys là một loài ruồi trong họ Tachinidae.